# Agrotis conecta
Agrotis conecta là một loài bướm đêm trong họ Noctuidae.